# Raszówka (Raszówka)
Raszówka – przysiółek wsi Raszówka w Polsce, położony w województwie dolnośląskim, w powiecie lubińskim, w gminie Lubin.
W latach 1975–1998 przysiółek położony był w województwie legnickim. 